# The Cataracs
The Cataracs är en amerikansk musikduo som består av medlemmarna David “Campa” Benjamin Singer-Vine och Niles “Cyrano” Hollowell-Dhar.

## Diskografi

### Album
- 2006:  Technohop Vol. 1
- 2007:  Technohop Vol. 2
- 2008:  The 13th Grade
- 2008:  Lingerie
- 2009:  Songs we Sung in Showers

### Blandband
- 2008:  Kids - Presented by DJ Eleven
- 2009:  Yeah Buddy! Mixed by DJ Excel
- 2009:  Stimulating Package Mixtape
- 2010:  DJ Greg Street X The Cataracs - I Thought They Were Black

### Som gästartist
| År   | Titel                                                  | Listplacering | Listplacering | Listplacering | Listplacering |
| År   | Titel                                                  | KAN           | USA           | USA Pop       | USA Digital   |
| ---- | ------------------------------------------------------ | ------------- | ------------- | ------------- | ------------- |
| 2010 | "Like a G6" (Far East Movement med The Cataracs & Dev) | 3             | 1             | 4             | 1             |
| 2010 | "Bass Down Low" (Dev med The Cataracs)                 | 42            | 74            | -             | 51            |
| 2011 | "Backseat" (New Boyz med Dev och The Cataracs)         | 52            | 26            | -             | -             |